# Paul Nowak
Paul Thomas Nowak (South Bend, 15 marzo 1914 – St. Petersburg, 27 dicembre 1982) è stato un cestista statunitense, professionista nella NBL.

## Carriera
Giocò per quattro stagioni nella NBL, disputando complessivamente 60 partite con 4,2 punti di media.

## Palmarès
- Campione NBL (1940)